# Stazione di Shinjohara
La stazione di Shinjohara (新所原駅 Shinjohara-eki?) è una stazione ferroviaria della città di Kosai, nella prefettura di Shizuoka in Giappone. La stazione è servita dalla linea principale Tōkaidō della JR Central ed è capolinea della linea Tenryū Hamanako, una ferrovia privata.

## Linee
JR Central
■ Linea principale Tōkaidō
Ferrovia Tenryū Hamanako
■ Linea Tenryū Hamanako

## Caratteristiche

### Stazione JR Central
La stazione JR di Shinjohara possiede un marciapiede a isola e uno laterale serventi tre binari in superficie, ed è dotata di tornelli automatici di accesso ai binari che supportano la tariffazione elettronica TOICA.
| 1 | ■ Linea principale Tōkaidō | per Toyohashi, Nagoya e Gifu    |
| 2 | ■ Linea principale Tōkaidō | per Hamamatsu, Shizuoka e Atami |
| 3 | Binario di servizio        |                                 |

### Stazione linea Hamanako
La stazione, termine della linea, è dotata di un marciapiede laterale con un unico binario.
| ■ Linea Tenryū Hamanako | per Mikkabi, Tenryū-Futamata e Kakegawa |

## Stazioni adiacenti
| «                                     | Servizio                              | »                                     |
| Linea principale Tōkaidō (JR Central) | Linea principale Tōkaidō (JR Central) | Linea principale Tōkaidō (JR Central) |
| ------------------------------------- | ------------------------------------- | ------------------------------------- |
| Washizu                               | Tutti i treni                         | Futagawa                              |
| Linea Tenryū Hamanako                 |                                       |                                       |
| Asumomae                              | Tutti i treni                         | Capolinea                             |